# Näsinge landskommun
Näsinge landskommun var en tidigare kommun i  Göteborgs och Bohus län

## Administrativ historik
Kommunen inrättades 1863 i Näsinge socken i Vette härad vid 1862 års kommunalförordningar. 
Vid kommunreformen 1952 uppgick landskommunen i Vette landskommun som 1967 uppgick i Strömstads stad som 1971 ombildades till Strömstads kommun.

## Politik

### Mandatfördelning i Näsinge landskommun 1946
| 14 | 6 |

| 18 |